# HAT-P-42
HAT-P-42 (Lerna) – gwiazda w gwiazdozbiorze Hydry. Według pomiarów sondy Gaia opublikowanych w 2018 roku, jest odległa od Słońca o około 1340 lat świetlnych. Obiega ją co najmniej jedna planeta pozasłoneczna.

## Nazwa
Gwiazda ma nazwę własną Lerna, pochodzącą z mitologii greckiej. Lerna to dawne jezioro na Peloponezie, gdzie miał mieszkać mityczny dziewięciogłowy potwór, hydra lernejska. Nazwa została wyłoniona w konkursie zorganizowanym w 2019 roku przez Międzynarodową Unię Astronomiczną w ramach stulecia istnienia organizacji. Sto państw zyskało prawo nazwania gwiazd i okrążających je planet, uczestnicy ze Grecji mogli wybrać nazwę dla tej gwiazdy. Wybrane nazwy miały być powiązane tematycznie i związane z Grecją. Spośród nadesłanych propozycji zwyciężyła nazwa Lerna dla gwiazdy i Iolaus dla planety.

## Charakterystyka
HAT-P-42 to żółty karzeł, gwiazda podobna do Słońca; należy do typu widmowego G i ma temperaturę około 5700 K. Jej masa jest o około 18% większa od masy Słońca, gwiazda ma promień o ok. 53% większy niż promienia Słońca. Jej wiek ocenia się na ok. 5 miliardów lat. Jest niewidoczna gołym okiem, jej obserwowana wielkość gwiazdowa to ok. 12m.
W 2012 roku odkryto krążącą wokół tej gwiazdy planetę HAT-P-42 b (Iolaus). Planeta jest gazowym olbrzymem o masie bardzo podobnej do masy Jowisza, ale obiegającym gwiazdę w odległości 0,06 au, czyli tzw. gorącym jowiszem.
| Towarzysz  | Masa [ MJ ]   | Promień [ RJ ] | Okres orbitalny [ d ] | Półoś wielka [ au ] | Ekscentryczność |
| b (Iolaus) | 1,044 ± 0,083 | 1,280 ± 0,153  | 4,641878 ± 3,2×10–5   | 0,0575 ± 0,0011     | 0,0 (założona)  |